# Adolf Görz

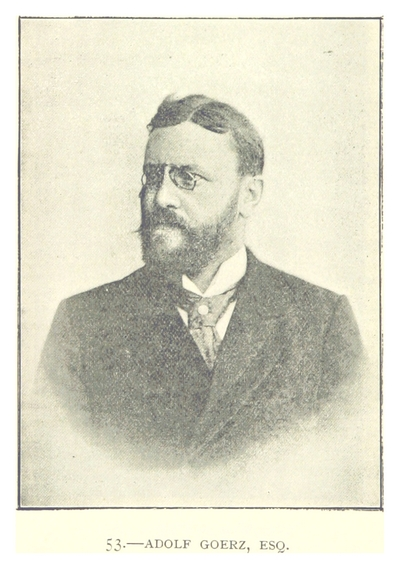
Adolf Goerz in Johannesburg (ca. 1890)

Adolf Görz (* 18. Dezember 1857 in Mainz; † 28. Juni 1900 in Giessbach, Schweiz) war ein Großgrubenbesitzer und Bankier in Südafrika.

## Leben

### Herkunft und Familie
Adolf Görz war das fünfte von sechs Kindern des Juristen und Politikers Joseph Görz aus Bosenheim. Seine Schwester Elise war mit dem späteren Direktor der Deutschen Bank Georg von Siemens verheiratet, der ihn bei seinen späteren Aktivitäten in Südafrika maßgeblich unterstützte. Er war der jüngere Bruder von Friedrich Görz (1847–1926) und der ältere Bruder des Elektrotechnikers und Unternehmers Hermann Görz.

### Ausbildung und Wirken
Ab dem Wintersemester 1875/76 studierte Adolf Görz an der Bergakademie Freiberg. Er schloss sich zunächst dem Corps Teutonia Freiberg an, trat dort aber aus und beteiligte sich 1877 als Corpsbursche an der Restitution des Corps Saxo-Borussia Freiberg. Kurz darauf erhielt er das Band der Teutonia zurück. 1879 schloss er das Studium mit der Diplomprüfung ab.
Im Februar 1888 kam er nach Transvaal, Südafrika, wo er sich in der entstehenden Finanzmetropole und Goldgräberstadt Johannesburg ansiedelte. Unterstützt durch ein 100.000 Pfund Sterling umfassendes Finanzierungskonsortium deutscher Banken unter Führung seines Schwagers Georg von Siemens stieg er zum Großgrubenbesitzer und Direktor der National Bank of South Africa auf.
Zu seinen wichtigsten Unternehmungen gehörten:
- Adolf Goertz & Co Ltd., Finanzdienstleistungen (mit einer Filiale in Berlin)
- New Rietfontain and Wittcopjes Gold Mining Company
- Crown Reef & Mayer Gold Mining Company
- Charlton Gold Mining Company
- Rand Central Ore Reduction Company

Mit seinem dort erworbenen Vermögen engagierte er sich insbesondere in seiner Geburtsstadt Mainz für soziale Zwecke. So stiftete er 40.000 Goldmark für die Mainzer Liedertafel und 300.000 Goldmark für wohltätige Zwecke.
Auf ihn geht unter anderem die Görzsiedlung in Mainz zurück, die auch als Görzstiftung bezeichnet wird. Die dortige Görzstraße ist nach ihm und seinem Bruder, dem Justizrat Friedrich Görz, benannt, der Aufsichtsratsvorsitzender des Bau- und Sparvereins in Mainz war.
Daneben gibt es noch die Adolf-Görz-Stiftung – eine kirchliche Stiftung öffentlichen Rechts mit Sitz in Mainz. Zweck der Stiftung ist die Förderung der pädagogischen Arbeit der Evangelischen Kindergärten in Mainz.